# 415年
| 千纪： | 1千纪 |
| 世纪： | 4世纪 \| 5世纪 \| 6世纪 |
| 年代： | 380年代 \| 390年代 \| 400年代 \| 410年代 \| 420年代 \| 430年代 \| 440年代                                                                            |
| 年份： | 410年 \| 411年 \| 412年 \| 413年 \| 414年 \| 415年 \| 416年 \| 417年 \| 418年 \| 419年 \| 420年                                                      |
| 纪年： | 乙卯年（兔年）；东晋义熙十一年；后秦弘始十七年；北魏神瑞二年；北凉玄始四年；西涼建初十一年；北燕太平七年；夏凤翔三年；西秦永康四年；白亚栗斯建平元年 |

## 大事记
- 劉裕收殺司馬休之在建康的次子司馬文寶及侄兒司馬文祖，並出兵討伐司馬休之，雍州刺史魯宗之與司馬休之聯結，司馬休之與魯宗之抵抗失敗後後秦。
- 因受西羅馬帝國攻擊，西哥特国王阿陶爾夫率領西哥特人從高盧撤往伊比利半島定居。
- 笈多王朝超日王之子鳩摩羅笈多一世即位，笈多王朝進入衰退期。

## 逝世
- 阿陶爾夫，西哥特国王。
- 禿髮傉檀，南涼末代君主。